# Wierzbka Dolna
Wierzbka Dolna – wieś w północno-zachodniej Polsce, położona w województwie zachodniopomorskim, w powiecie kołobrzeskim, w gminie Gościno.
Według danych z 30.06.2014 wieś miała 41 stałych mieszkańców.
Wierzbka Dolna współtworzy "Sołectwo Dargocice".

## Zabytki
- zespół dworski, XIX/XX w., (nr rej.: 981 z 2.02.1978):
  - dwór
  - park z końca XIX w.[5]